# Паламарчук Леонід Сидорович
Леонід Сидорович Паламарчук (9 серпня 1922, Мусіївка — 26 серпня 1995, Київ) — український науковець-мовознавець, лексиколог, лексикограф. Доктор філологічних наук (1977), професор (1979). Лауреат Державних премій СРСР (1983) і УРСР в галузі науки і техніки (1971), заслужений діяч науки УРСР (1982). Засновник власної наукової школи лексикологів і лексикографів, дослідник лексичної синонімії української мови, мовних явищ у синхронії тощо.
Учасник німецько-радянської війни, старший сержант військової служби. Брав участь у бойових діях у складі 6-ї гвардійської зенітної артилерійської дивізії, нагороджений близько 10 військовими орденами та медалями. Після закінчення війни, понад 40 років — науковий співробітник Інституту мовознавства імені О. О. Потебні АН УРСР (1950—1991), з яких 27 років — завідувач відділу лексикології та лексикографії. Автор понад 130 наукових робіт, учень мовознавців Іллі Кириченка та Василя Ільїна.

## Життєпис
Народився 9 серпня 1922 року в селі Мусіївка на Житомирщині в родині хліборобів. Середню школу закінчив у селі Верхівня. У 1937 році був репресований батько, який помер у засланні в Магадані в 1944 році.
З 1940 року — вчитель російської мови семирічної школи села Шпичинці. Під час окупації Житомирщини німецькими військами залишився в Мусіївці, проводив польові та сільськогосподарські роботи, допомагав партизанам.
З 1943 року — на військових теренах. Брав участь у бойових діях у складі 6-ї гвардійської зенітної артилерійської дивізії, зокрема в битві за Берлін і Празькій операції. Нагороджений близько 10 військовими орденами та медалями, демобілізований у званні старшого сержанта.
Одразу після закінчення війни вступив до Київського педагогічного інституту імені Максима Горького, який закінчив у 1949 році. Рік працював вчителем, після чого вступив до аспірантури Інституту мовознавства імені О. О. Потебні АН УРСР, яку закінчив у 1952 році та залишився працювати у відділі словників. Тоді ж здобув науковий ступінь кандидата філологічних наук, захистивши дисертацію на тему «Лексическая синонимика в произведениях М. Коцюбинского» (науковий керівник — кандидат філологічних наук Василь Ільїн).
З 1960 року — завідувач структурного підрозділу перекладних словників. Після смерті свого вчителя Василя Ільїна у 1963 році очолив відділ лексикології та лексикографії. У 1977 році здобув науковий ступінь доктора філологічних наук, захистивши дисертацію на тему «Украинская советская лексикография: вопросы истории, теории и практики». Через два роки затверджений у вченому званні професора.
З 1978 року — заступник директора інституту з наукової роботи. У 1987 році залишив обидві посади та працював головним науковим співробітником відділу лексикології та лексикографії. Після створення Інституту української мови НАН України у 1991 році на базі, зокрема, відділу лексикології та лексикографії, Леонід Паламарчук перейшов у започатковану установу.
Жив у Києві, в будинку № 9 по вулиці Леніна. Помер після тяжкого інсульту на 74-му році життя 26 серпня 1995 року. Похований на Байковому кладовищі.
Донька — мовознавиця, професор Ольга Паламарчук (нар. 1951). Виховав сина, смерть якого у 1969 році пережив вкрай тяжко.

## Наукова та громадська діяльність
Автор понад 130 наукових робіт. Засновник наукової школи лексикологів і лексикографів, науковий керівник понад 15 кандидатів наук. Серед учнів і аспірантів Леоніда Паламарчука — Василь Винник, Михайло Кочерган, Лідія Родніна, Сергій Головащук, Ірина Гнатюк, Людмила Симоненко, Олександр Тараненко, Любов Пустовіт, Віра Білоноженко, Вероніка Ярмак тощо.
На початку наукової діяльності досліджував лексичну синонімію творів Михайла Коцюбинського, Тараса Шевченка, Лесі Українки, Івана Франка тощо. Результати роботи були узагальнені в кандидатській дисертації 1952 року, для написання якої Леонід Паламарчук проаналізував близько 45 літературних праць Михайла Коцюбинського та згрупував матеріал за належністю до граматичних класів.
Тоді ж, у 1950-ті роки, намагався створити словник синонімів української мови, але через низку причин роботу довелось відкласти на пів століття — двотомний «Словник синонімів української мови» побачив світ вже після смерті професора Паламарчука, у 1999—2000 роках. Леонід Паламарчук входив до складу його редакційної колегії, а при розробці самого словника відштовхувались від «Інструкції до укладання словника синонімів української мови», написаної професором у співавторстві в середині 1950-х років.
Наприкінці десятиліття Леонід Паламарчук підготував роботу на 1000 лексем, присвячену рідному селу Мусіївка — «Словник специфічної лексики говірки с. Мусіївки (Вчорайшенського району, Житомирської обл.)», окремо зазначивши, що говірка села належить до подільських говорів південно-західного наріччя.
Суттєвий внесок професор Паламарчук здійснив у створення перекладних словників, зокрема шеститомного «Українсько-російського словника», «Болгарсько-українського словника», «Чесько-українського словника». Чи не найголовнішою працею життя Л. С. Паламарчука став фундаментальний 11-томний «Словник української мови», за роботу над яким йому, спільно з колегами, була присвоєна Державна премія СРСР 1983 року. У 2013 році учениця професора, Ірина Гнатюк, так аналізувала словник:
|  | «Словник української мови» (т. 1–11, 1970–1980) стає найбільшим здобутком тлумачної лексикографії. Він досить повно відбиває лексичний і фразеологічний склад літературної мови від І. Котляревського й до початку 1970-х років. Частково охоплені в ньому й архаїзми, історизми, діалектизми, які засвідчені писемними джерелами. До реєстрових одиниць подано детальні тлумачення, приклади вживання, граматичну та стилістичну характеристику. |

Узагальненням теоретичних розвідок професора стала докторська дисертація 1977 року, присвячена українській лексикографічній науці.
Співавтор синтезованих курсів «Сучасна українська літературна мова» та «Історія української мови». Член Міжнародного комітету славістів України, низки спеціалізованих вчених рад, редакційних колегій часописів.

## Науковий доробок (частковий)
- Лексическая синонимика в произведениях М. Коцюбинского: диссертация кандидата филологических наук : 10.00.00. — Киев, 1952. — 328 с.
- Синоніміка прикметників і прислівників у художніх творах М. Коцюбинського // Лексикографічний бюлетень / Голов. ред. І. М. Кириченко. — К.: Вид-во Академії наук Української РСР, 1955. — Вип. V. — С. 28–46
- Інструкція до укладання Словника синонімів української мови // Лексикографічний бюлетень / Голов. ред. І. М. Кириченко. — К.: Вид-во Академії наук Української РСР, 1955. — Вип. V. — С. 87–98. (Співавтори: І. М. Кириченко, С. П. Левченко).
- Зразки розробки окремих синонімів Словника синонімів української мови // Лексикографічний бюлетень / Голов. ред. І. М. Кириченко. — К.: Вид-во Академії наук Української РСР, 1955. — Вип. V. — С. 99–107. (Співавтори: Н. П. Дзятківська, Б. І. Зданевич, С. П. Левченко, В. Г. Мариниченко, А. В. Хирна).
- Спостереження над авторськими лексико-синонімічними замінами в текстах художніх творів М. Коцюбинського // Мовознавство. — 1955. — Т. XIII. — С. 104—116
- Лексична синоніміка художніх творів М. М. Коцюбинського. — К.: Вид-во АН УРСР, 1957. — 94 С.
- Словник специфічної лексики говірки с. Мусіївки (Вчорайшенського р-ну Житомирської обл.) // Лексикографічний бюлетень / Голов. ред. В. С. Ільїн. — К.: Вид-во Академії наук Української РСР, 1958. — Вип. VI. — С. 22–35.
- Про одну позначку в перекладних словниках // Лексикографічний бюлетень / Голов. ред. В. С. Ільїн. — К.: Вид-во Академії наук Української РСР, 1961. — Вип. VIII. — С. 48–52.
- Українсько-російський словник / За ред. В. С. Ільїна. — К.: Наукова думка, 1964. — 1064 С. (Співавтори: В. С. Ільїн, К. П. Дорошенко, С. П. Левченко, М. М. Пилинський, Л. Г. Скрипник, К. К. Цілуйко, Л. А. Юрчук).
- Довідник з української орфографії та пунктуації. — К.: Радянська школа, 1964. — 192 С. (Співавтори: А. А. Бурячок, В. М. Русанівський, Н. І. Тоцька).
- Сучасний стан української радянської лексикографії // Дослідження з лексикології та лексикографії: Збірник статей. — К.: Наукова думка, 1965. — C. 3–15.
- На спільній ниві лексикографічній // Лексикологія та лексикографія. ІІ. Серія «Питання мовознавства»: Збірник статей. — К.: Наукова думка, 1966. — С. 165—170.
- Основні здобутки й першочергові завдання української лексикографії // Мовознавство. — 1967. — № 1. — С. 19–27.
- Засади створення Словника української мови // Мовознавство. — 1967. — № 3. — С. 19–29. (Cпівавтор Л. А. Юрчук).
- Українська радянська лексикографія // Українська мова і література в школі. — 1967. — № 10. — С. 15–21.
- Відбиття фактів усного літературного мовлення сучасною лексикографією // Українське усне літературне мовлення. — К.: Наукова думка, 1967. — С. 84–93.
- Півстоліття української радянської лексикографії // Мовознавство на Україні за п'ятдесят років. — К.: Наукова думка, 1967. — С. 103—127.
- Барви рідного слова // Наука і культура. Україна. — К.: Товариство «Знання» Української РСР, 1970. — С. 300—306.
- Українсько-російський словник / За ред. В. С. Ільїна. — Вид. 2-е, стереотипне. — К.: Наукова думка, 1971. — 1064 С. (Співавтори: В. С. Ільїн, К. П. Дорошенко, С. П. Левченко, М. М. Пилинський, Л. Г. Скрипник, К. К. Цілуйко, Л. А. Юрчук).
- Оновлення і збагачення лексики української літературної мови після Жовтня // Мовознавство. — 1972. — № 4. — С. 3–14.
- Довідник з українського правопису. — Вид. 2-е, випр. і доп. — К.: Радянська школа, 1973. — 280 С. (Співавтори: А. А. Бурячок, В. М. Русанівський, Н. І. Тоцька).
- Про принципи добору лексичного інвентаря для загальномовного словника // Мовознавство. — 1973. — № 3. — С. 3–11.
- Про джерельну основу загальномовного словника // Мовознавство. — 1974. — № 4. — С. 13–19.
- Загальномовний словник і термінологія // Мовознавство. — 1975. — № 3. — С. 22–32.
- Екземпліфікація у загальномовному словнику // Мовознавство. — 1975. — № 4. — С. 25–33.
- Українсько-російський словник / Відп. ред. Л. С. Паламарчук, Л. Г. Скрипник. — Вид. 3. — К.: Наукова думка, 1975. — 944 С. (Співавтори: В. С. Ільїн, К. П. Дорошенко, С. П. Левченко, М. М. Пилинський, Л. Г. Скрипник, К. К. Цілуйко, Л. А. Юрчук)
- Украинская советская лексикография: вопросы истории, теории и практики: диссертация доктора филологических наук : 10.02.02. — Киев, 1976. — 377 с.
- Терминологическая лексика в общеязыковом (филологическом) словаре // Проблематика определений терминов в словарях разных типов. — Л.: Наука, 1976. — С. 250—257.
- Українсько-російський словник / Відп. ред. Л. С. Паламарчук, Л. Г. Скрипник. — Вид. 4. — К.: Наукова думка, 1976. — 944 С. (Співавтори: В. С. Ільїн, К. П. Дорошенко, С. П. Левченко, М. М. Пилинський, Л. Г. Скрипник, К. К. Цілуйко, Л. А. Юрчук).
- Заабетковані скарби мови // Мова. Людина. Суспільство. — К.: Наукова думка, 1977. — С. 220—227.
- Питання теорії і практики сучасної української лексикографії // Мовознавство. — 1977. — № 4. — С. 3–12.
- Л. А. Булаховський — лексиколог і лексикограф // Мовознавство. — 1979. — № 2. — С. 32–36.
- Академічний тлумачний Словник української мови // Слово і фразеологізм у словнику. — К.: Наукова думка, 1980. — С. 4–22.
- Лексикологія і практичні здобутки лексикографії // Розвиток мовознавства в УРСР (1967—1977). — К.: Наукова думка, 1980. — С. 39–59.
- Новий академічний словник (до завершення видання 11-томного «Словника української мови») // Мовознавство. — 1980. — № 5. — С. 3–9.
- Лексичний арсенал української мови // Наука і культура. Україна. 1981. — К.: Товариство «Знання» Української РСР, 1982. — С. 185—191. (Співавтор В. М. Русанівський).
- Лексико-семантичний розвиток мови // Мовознавство. — 1982. — № 4. — С. 3–7.
- До питання про лексико-семантичні відношення близькоспоріднених мов // Мовознавство. — 1983. — № 2. — С. 8–14
- Розвиток лексики української мови в радянську епоху // Історія української мови. Лексика і фразеологія. — К.: Наукова думка, 1983. — С. 557—591.
- Зіставне дослідження лексико-семантичних відношень у слов'янських мовах // ІХ Міжнародний з'їзд славістів. Слов'янське мовознавство. Доповіді. — К.: Наукова думка, 1983. — С. 160—184. (Співавтори: Й. Ф. Андерш, І. А. Стоянов).
- Довідник з українського правопису. — Вид. 3, випр. і доп. — К.: Радянська школа, 1984. — 280 С. (Співавтори: А. А. Бурячок, В. М. Русанівський, Н. І. Тоцька).
- Лексикографічна інтерпретація ономастичної лексики // Мовознавство. — 1984. — № 6. — С. 43–48.
- Українсько-російський словник / Відп. ред. Л. С. Паламарчук, Л. Г. Скрипник. — Вид. 5. — К.: Головна редакція Української радянської енциклопедії, 1984. — 937 С. (Співавтори: В. С. Ільїн, К. П. Дорошенко, С. П. Левченко, М. М. Пилинський, Л. Г. Скрипник, К. К. Цілуйко, Л. А. Юрчук).
- Українсько-російський словник / Відп. ред. Л. С. Паламарчук, Л. Г. Скрипник. — Вид. 6. — К.: Наукова думка, 1986. — 937 С. (Співавтори: В. С. Ільїн, К. П. Дорошенко, С. П. Левченко, М. М. Пилинський, Л. Г. Скрипник, К. К. Цілуйко, Л. А. Юрчук).
- Славіст Л. А. Булаховський: учений і педагог // Мовознавство. — 1988. — № 2. — С. 69–72.
- Словарь как языковая летопись эпохи // Теория языка и словари: Материалы всесоюзной конференции 1–3 октября 1987 года, Звенигород. — Кишинев: Штиинца, 1988. — C. 35–40.
- Українсько-російський словник / Відп. ред. Л. С. Паламарчук, Л. Г. Скрипник. — Вид. 7-е. — К.: «Українська радянська енциклопедія» імені М. П. Бажана, 1990. — 937 С. (Співавтори: В. С. Ільїн, К. П. Дорошенко, С. П. Левченко, М. М. Пилинський, Л. Г. Скрипник, К. К. Цілуйко, Л. А. Юрчук).
- Словниковий склад української мови в контексті слов'янської лексикографії (короткий виклад) // Metody výskumu a opisu lexiky slovanských jazykov. — Братислава, 1990. — С. 190—197.
- Відтворення і функціонування топонімічної лексики в чеській та українській мовах // Функціонування і розвиток сучасних слов'янських мов: Збірник наукових праць. — К.: Наукова думка, 1991. — С. 220—231.
- «Фальшиві друзі» перекладача як особливий різновид чесько-української інтерференції // Розвиток духовної культури слов'янських народів: Збірник наукових праць. — К.: Наукова думка, 1991. — С 123—130.
- І до лексикографії причетний // Проблеми сучасної ареалогії. — К., 1994. — С. 66–69.
- Лексическая картотека украинского языка: этапы формирования, использование и проблемы // Национальные лексико-фразеологические фонды. — Спб: Наука, 1995. — С. 43–48.

## Нагороди

### Військові
- орден Червоної Зірки
- орден Вітчизняної війни II ступеня
- медаль «За відвагу»
- медаль «За бойові заслуги»
- медаль «За взяття Берліна»
- медаль «За визволення Праги»
- медаль «За перемогу над Німеччиною у Великій Вітчизняній війні 1941—1945 рр.»

### Трудові
- 1971 — Державна премія УРСР в галузі науки і техніки — «за дослідження в галузі української лексикології та лексикографії, що завершились створенням російсько-українського словника в трьох томах»
- 1978 — почесна грамота Президії Верховної Ради УРСР
- 1982 — заслужений діяч науки УРСР
- 1983 — Державна премія СРСР — «за створення 11-томного тлумачного словника української мови»[1]